# 维彭哈姆
维彭哈姆是奥地利上奥地利州因克赖斯地区里德县的一个市镇。总面积8平方公里，总人口555人，人口密度69.4人/平方公里（2005年）。